# Universidad de North Greenville
La Universidad de North Greenville es un universidad privada de Bautista del Sur y colegio de artes liberales en Tigerville, Carolina del Sur. Está acreditada por la Asociación de Colegios y Escuelas del Sur. La institución otorga títulos de licenciatura, maestría y doctorado.

## Historia
La NGU fue fundada en 1892 y se llamó North Greenville High School, la primera escuela secundaria en la porción norte del condado de Greenville. El terreno para la escuela fue donado por Benjamin F. Neves. Fue operado por la Asociación Bautista de North Greenville y se estableció para expandir la oferta educativa en la montañosa porción norte del condado de Greenville.
La escuela recibió una carta estatal en 1904. Un año después, fue tomada por la Junta de Misiones Domésticas de la Convención Bautista del Sur y renombrada North Greenville Baptist Academy en 1915. La Asociación Bautista de North Greenville recuperó el control de la escuela en 1929.
En 1934, la academia se expandió para incluir un colegio universitario. En 1949, fue transferida a la Convención Bautista de Carolina del Sur, que la renombró North Greenville Junior College un año después. En 1957, fue acreditada como una universidad de dos años y los cursos de secundaria fueron eliminados por completo. Fue renombrada simplemente North Greenville College en 1972.
La NGC comenzó a ofrecer sus primeras clases de nivel junior y senior en 1992, en estudios cristianos y música de iglesia, y agregó un programa de educación para maestros en 1997. En los años siguientes, se agregaron una variedad de otros programas de licenciatura, incluyendo inglés, historia, español, psicología, negocios, economía, justicia penal, teatro, comunicaciones, liderazgo al aire libre, estudios interdisciplinarios, biología y matemáticas, entre otras materias. El nombre de la institución cambió a "Universidad de North Greenville" en 2006, y también comenzó a otorgar títulos de maestr
ía.
En 2015, a la NGU se le concedió una excepción al Título IX que le permite discriminar legalmente a estudiantes LGBT por razones religiosas. Es clasificada como una de las “Peores universidades para la juventud LGBTQ” por Campus Pride. Los actos homosexuales y todo tipo de relaciones sexuales fuera del matrimonio son motivo de expulsión de la escuela.

## Acreditación
Está afiliada a la  Convención Bautista del Sur.

## Deportes

Estadio Younts

Los equipos atléticos de North Greenville (NGU) se llaman los Cruzados. La institución es miembro de la División II de la NCAA, compitiendo principalmente en la Conferencia Carolinas (CC; conocida anteriormente como Conferencia Atlética de Carolinas-Virginia (CVAC) hasta después del año escolar 2006-07) desde el año académico 2011-12. También fue miembro de la Asociación Nacional Cristiana de Atletas Universitarios (NCCAA), compitiendo principalmente como independiente en la Región Sur del Nivel I. Los Cruzados compitieron previamente como miembros de la Conferencia Mid-South (MSC) de la Asociación Nacional de Intercolegiales (NAIA) de 1995-96 a 2000-01.
NGU compite en 20 deportes intercolegiales de primer nivel: los deportes masculinos incluyen béisbol, baloncesto, campo a través, fútbol americano, golf, lacrosse, fútbol, tenis, atletismo y voleibol; mientras que los deportes femeninos incluyen baloncesto, campo a través, golf, lacrosse, fútbol, sóftbol, tenis, atletismo y voleibol; y los deportes mixtos incluyen animación.

### Béisbol
El equipo de béisbol ganó el torneo nacional de béisbol de la División II de la NCAA en 2022.

## Antiguos alumnos destacados
- Mac Brunson, 1978, Pastor Principal de la Iglesia Bautista de Valleydale, Alabama; ex Pastor Principal de FBC Dallas y FBC Jacksonville.
- Seth Condrey, músico cristiano.
- Donna Scott Davenport, jueza de la corte juvenil de Rutherford, Tennessee.
- Steven Furtick, 2002, Fundador y Pastor Principal de Elevation Church, Charlotte, Carolina del Norte.
- Clayton Holmes, exjugador de la NFL.
- Josh Kimbrell, 2007, el senador más joven de la legislatura de Carolina del Sur.
- Freddie Martino, jugador de la NFL.
- John Michael McConnell, 1964, exdirector de Inteligencia Nacional de los Estados Unidos.
- Chris Sligh, 2003, compositor, artista de grabación y finalista de la sexta temporada de American Idol.